# Walckenaeria indirecta
Walckenaeria indirecta är en spindelart som först beskrevs av O. Pickard-Cambridge 1874.  Walckenaeria indirecta ingår i släktet Walckenaeria och familjen täckvävarspindlar. Inga underarter finns listade i Catalogue of Life.